# Grabbtjärnen, Lappland
Grabbtjärnen är en sjö i Sorsele kommun i Lappland och ingår i Umeälvens huvudavrinningsområde. Sjön har en area på 0,131 kvadratkilometer och ligger 490,4 meter över havet. Sjön avvattnas av vattendraget Arvträskbäcken.

## Delavrinningsområde
Grabbtjärnen ingår i det delavrinningsområde (726258-154103) som SMHI kallar för Inloppet i Stor-Arvträsket. Medelhöjden är 509 meter över havet och ytan är 4,77 kvadratkilometer. Räknas de 3 avrinningsområdena uppströms in blir den ackumulerade arean 28,62 kvadratkilometer. Arvträskbäcken som avvattnar avrinningsområdet har biflödesordning 3, vilket innebär att vattnet flödar genom totalt 3 vattendrag innan det når havet efter 314 kilometer. Avrinningsområdet består mestadels av skog (95 procent). Avrinningsområdet har 0,23 kvadratkilometer vattenytor vilket ger det en sjöprocent på 4,8 procent.